# Протонный насос
Протонный насос в молекулярной биологии — механизм, создающий или использующий протонный градиент (разность концентраций H+). Протонный насос является белковым комплексом, в котором имеются  мембранные белки. В процессе работы протонного насоса осуществляется перенос протонов через мембрану клетки, митохондрии или другого внутриклеточного компартмента. Первичными протонными насосами называют комплексы, в которых разность концентраций используется для синтеза АТФ; вторичные протонные насосы расщепляют АТФ для создания протонного градиента.
Протонный насос (англицизм - протонная помпа) в фармакологии это белковый комплекс который секретирует ионы водорода с помощью белка, встроенного в апикальную мембрану париетальных (обкладочных) клеток желёз желудка многих животных. Насос париетальных клеток участвует в создании в просвете желудка кислой (pH<2) среды.

## Функции
В процессе клеточного дыхания протонные насосы забирают протоны из матрикса и выпускают их во внутреннюю полость. Эти запертые внутри органеллы протоны формируют градиент как pH, так и электрического заряда и создают электрохимический потенциал, который служит запасом энергии для клетки.
Сама клеточная мембрана при этом уподобляется плотине на реке, не пуская протоны обратно в матрикс. Поскольку насос прокачивает протоны против градиента, эта работа требует затрат энергии. Сам насос не создаёт энергию. Он переводит энергию, полученную из какого-то источника, в потенциальную энергию электрохимического градиента.

## Разнообразие

### Протонные насосы у человека
В человеческих митохондриях работа протонных насосов осуществляется за счет электронтранспортной цепи. Например, перемещение протонов оксидазой цитохрома с происходит за счет электронов цитохрома c. На протонной АТФазе плазматической мембраны, а также у трансмембранной АТФазы других клеточных мембран транспорт протонов осуществляется за счет гидролиза АТФ.
АТФ-синтаза FoF1, применяемая в митохондриях, напротив, обычно переносит протоны через мембрану из области высокой в область низкой концентрации, используя энергию, выделяющуюся при этом переносе, для синтеза АТФ. Для обеспечения прохождения протонов через внутреннюю мембрану в ней временно открывается протонный канал.

### Протонные насосы у других организмов
У бактерий, а также у немитохондриальных органелл, производящих АТФ, энергия, используемая для переноса протонов, добывается в электронтранспортной цепи или путём фотосинтеза.
АТФ-лигаза CF1 в хлоропластах растений соответствует человеческой АТФ-синтазе FoF1.
Бактериородопсин — фотосинтетический пигмент, который используют археи, особенно галобактерии.